# مفطورة لعابية
مفطورة لعابية (بالإنجليزية: Mycoplasma salivarium)‏ هي نوع من البكتيريا، سلبية الغرام، تتبع المفطورة.